# Theridion glaucinum
Espèce
Theridion glaucinum est une espèce d'araignées aranéomorphes de la famille des Theridiidae.

## Distribution
Cette espèce se rencontre en France, en Espagne et en Albanie.

## Description
La carapace de la femelle holotype mesure 1,4 mm de long et l'abdomen 2,4 mm de long sur 2,2 mm.
La femelle décrite par Knoflach, Rollard et Thaler en 2009 mesure 3,0 mm.

## Systématique et taxinomie
Cette espèce a été décrite par Simon en 1881.

## Publication originale
- Simon, 1881 : Les arachnides de France. Paris, vol. 5, p. 1-180 (texte intégral).